# Collaea latisiliqua
Collaea latisiliqua là một loài thực vật có hoa trong họ Đậu. Loài này được (Desv.) Benth. miêu tả khoa học đầu tiên năm 1837.